# Llista dels artistes musicals amb més vendes
En aquesta llista figuren els artistes musicals amb majors vendes de tots els temps. El criteri per a la inclusió a la llista és que els artistes hagin assolit els trenta milions de còpies venudes de les seves produccions musicals o més; ordenats en grups segons quantitat i després alfabèticament. Les vendes han pogut ser en diferents formats : disc de vinil, casset, disc compacte o en mp3 a través d'Internet en el cas de les descàrregues legals, i comprenen obres tals com àlbums, senzills, àlbums recopilatoris i vídeos musicals. No hi ha entitat oficial que certifiqui les vendes en la seva totalitat, i també les xifres en vendes poden variar segons l'any de publicació o del medi difusor.
Els artistes amb les majors vendes estimades són Michael Jackson i The Beatles, cadascun amb al voltant de mil milions de les seves produccions musicals venudes. Així mateix, els altres músics amb vendes de més de tres-cents milions són tres grups i tres solistes. Estats Units és el país d'origen d'almenys 76 dels artistes amb més vendes, un nombre superior al d'altres països. El segueix Regne Unit amb 39, Japó i Brasil amb 7, Canadà amb 5, Mèxic, Alemanya, Austràlia, Itàlia i Irlanda amb 4, França, Grècia i Suècia amb 3 i Espanya amb 2. Finalment, els països amb almenys un representant són: Àustria, Rússia, Turquia, Xina, Índia, Jamaica, Colòmbia i Puerto Rico.

## Artistes amb més còpies venudes

### Més de 300 milions de discs venuts

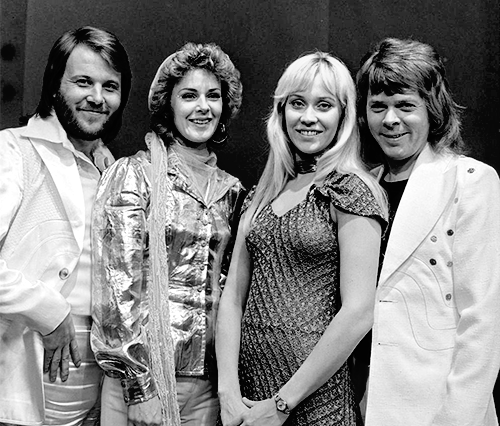
ABBA
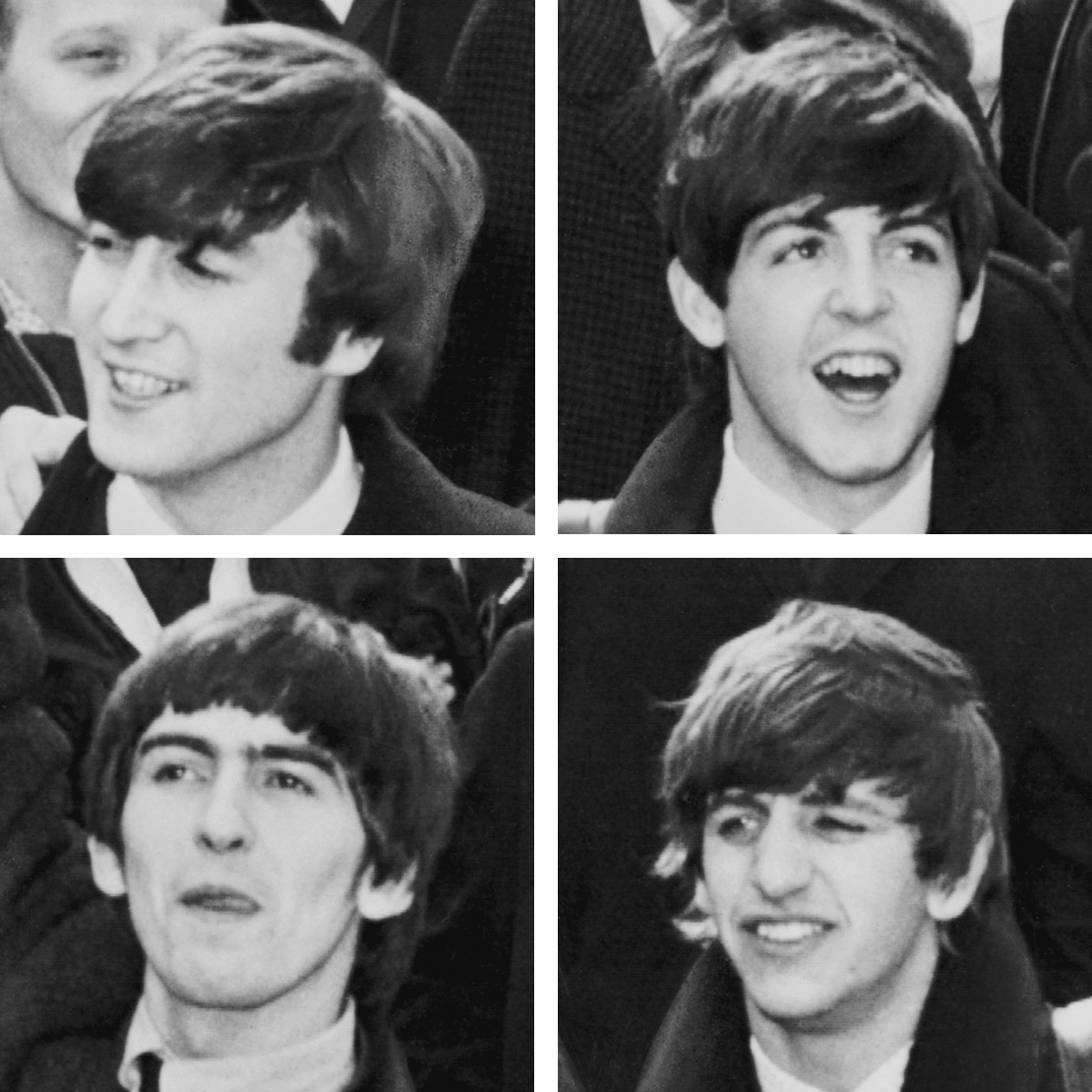
The Beatles
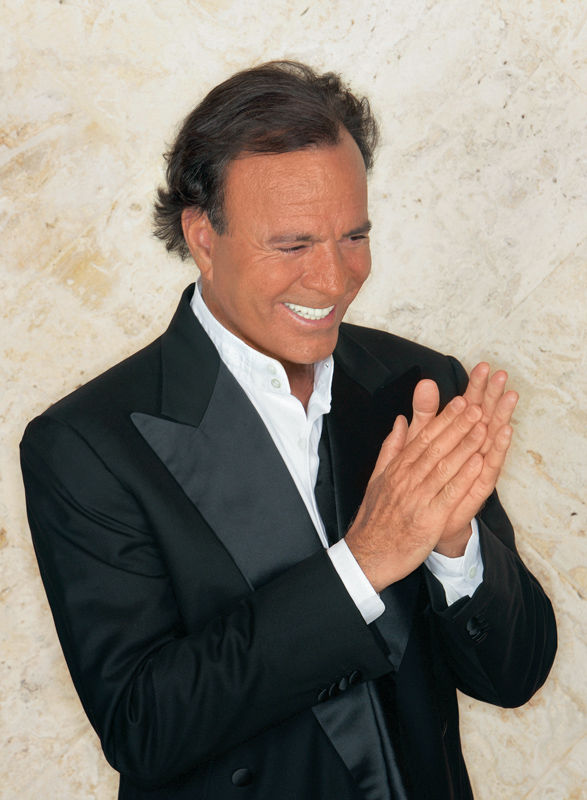
Julio Iglesias
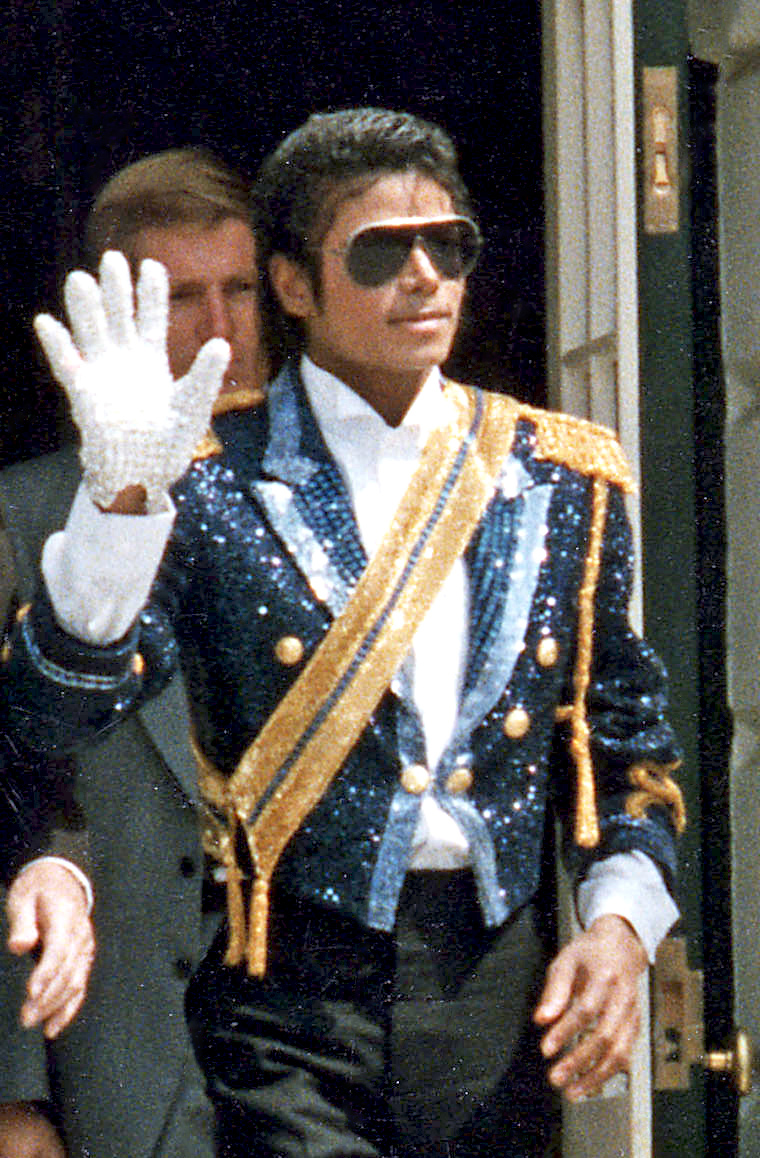
Michael Jackson
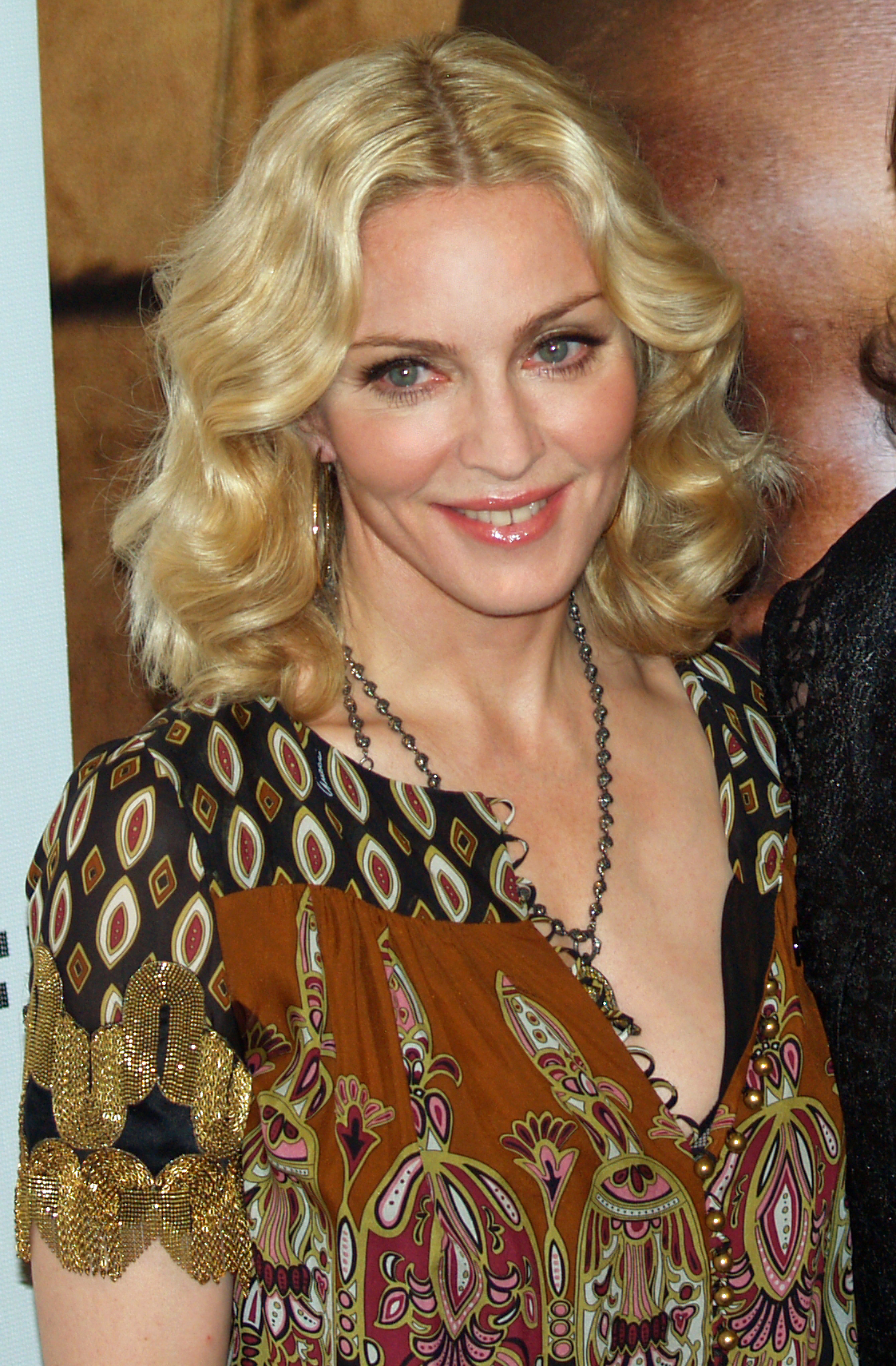
Madonna
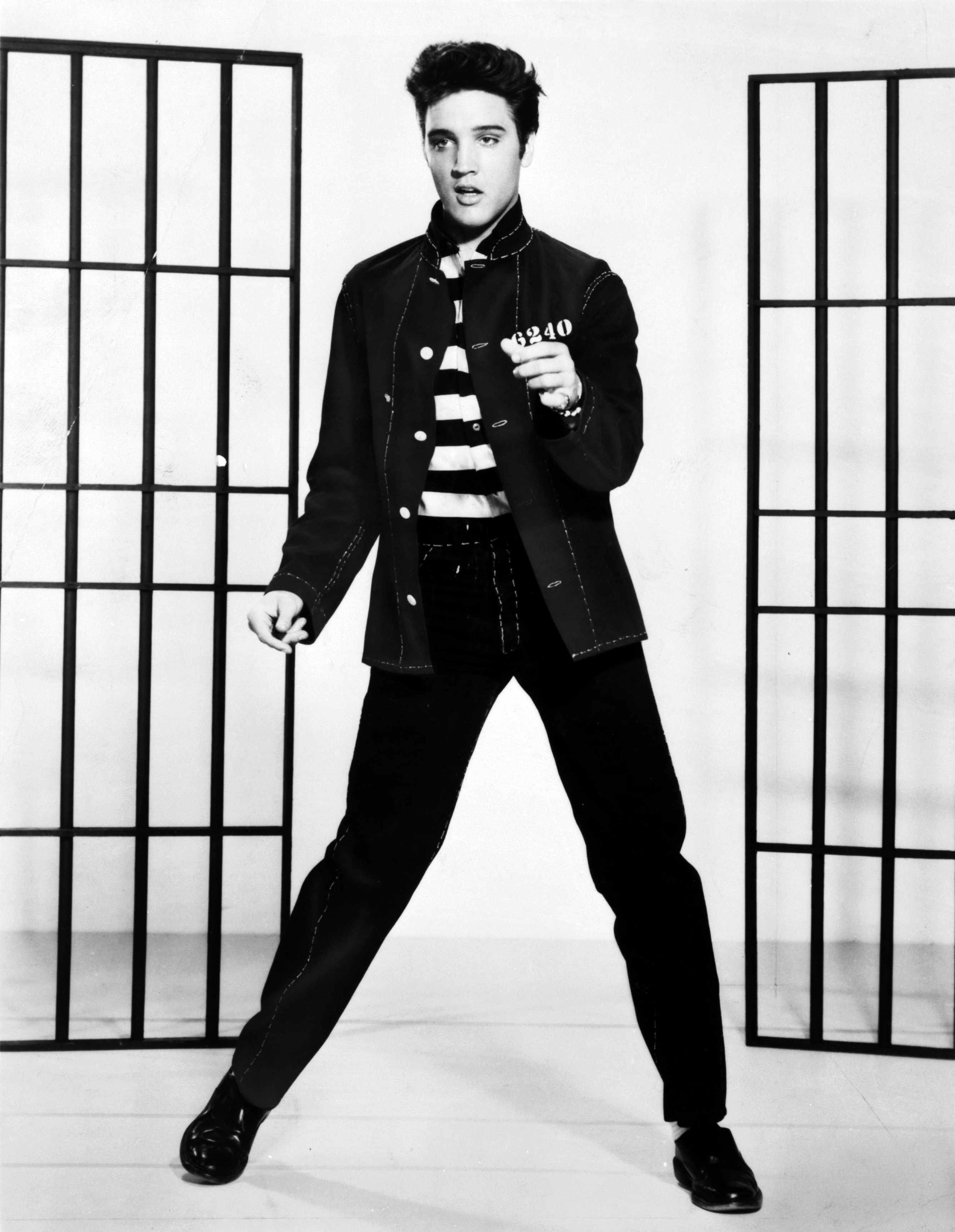
Elvis Presley
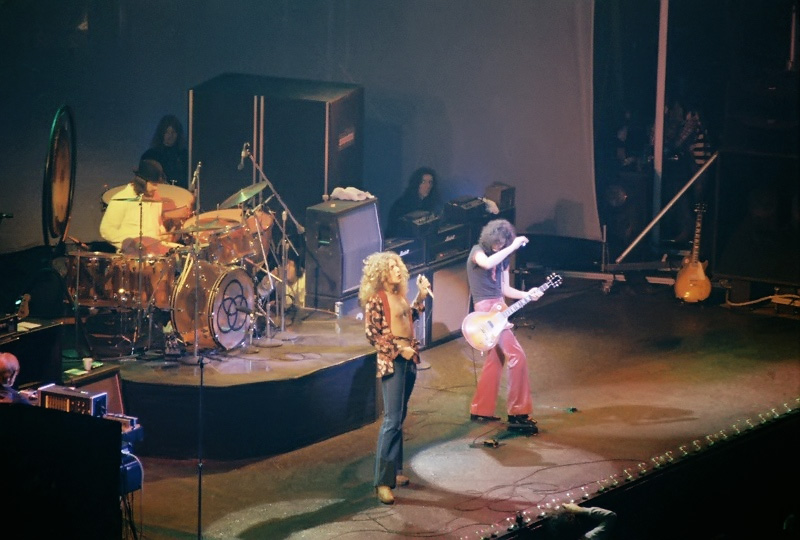
Led Zeppelin

| Artista         | País         | Període   | Gènere                      | Vendes estimades |
| --------------- | ------------ | --------- | --------------------------- | ---------------- |
| ABBA            | Suècia       | 1972-1982 | Pop                         | 370 milions      |
| The Beatles     | Regne Unit   | 1960-1970 | Rock, pop                   | 500 milions      |
| Julio Iglesias  | Espanya      | 1968-     | Balada                      | 300 milions      |
| Michael Jackson | Estats Units | 1964-2009 | Pop, rock, R&B              | 500 milions      |
| Madonna         | Estats Units | 1977-     | Pop, dance                  | 300 milions      |
| Elvis Presley   | Estats Units | 1954-1977 | Rock and roll, pop, country | 400 milions      |
| Led Zeppelin    | Regne Unit   | 1968-1980 | Rock                        | 300 milions      |

### Entre 200 i 299 milions de discs venuts
| Artista             | País         | Període   | Gènere           | Vendes estimades |
| ------------------- | ------------ | --------- | ---------------- | ---------------- |
| AC/DC               | Austràlia    | 1973-     | Hard rock        | 200 milions      |
| Al·la Pugatxova     | Rússia       | 1965-     | Pop              | 250 milions      |
| Bee Gees            | /            | 1958-2003 | Pop, disco       | 220 milions      |
| Bob Marley          | Jamaica      | 1962-1981 | Reggae           | 250 milions      |
| Celine Dion         | Canadà       | 1981-     | Pop              | 200 milions      |
| Elton John          | Regne Unit   | 1964-     | Pop, rock        | 250 milions      |
| Janet Jackson       | Estats Units | 1982-     | R&B              | 200 milions      |
| Nana Mouskouri      | /            | 1958-2008 | Pop folk         | 200 milions      |
| Herbert von Karajan | Austria      | 1938-1989 | Música clásica   | 200 milions      |
| Pink Floyd          | Regne Unit   | 1966-1996 | Rock             | 200 milions      |
| Queen               | Regne Unit   | 1970-1997 | Rock             | 200 milions      |
| The Rolling Stones  | Regne Unit   | 1962-     | Rock, blues rock | 200 milions      |
| Wei Wei             | China        | 1986-     | Mandopop         | 200 milions      |

### Entre 100 i 199 milions de discs venuts
| Artista                             | País         | Període                   | Gènere                                    | Vendes estimades |
| ----------------------------------- | ------------ | ------------------------- | ----------------------------------------- | ---------------- |
| Aerosmith                           | Estats Units | 1970-                     | Hard rock                                 | 150 milions      |
| A. R. Rahman                        | India        | 1985-                     | Música cinematográfica                    | 100 milions      |
| Backstreet Boys                     | Estats Units | 1996-                     | Pop                                       | 100 milions      |
| Barbra Streisand                    | Estats Units | 1960-                     | Pop, adult contemporary                   | 140 milions      |
| Barry White                         | Estats Units | 1972-2003                 | R&B, soul                                 | 100 milions      |
| Billy Joel                          | Estats Units | 1964-                     | Pop, rock                                 | 100 milions      |
| Boney M.                            | Alemanya     | 1975-                     | Disco                                     | 140 milions      |
| Bon Jovi                            | Estats Units | 1983-                     | Hard rock                                 | 120 milions      |
| Britney Spears                      | Estats Units | 1998-                     | Pop                                       | 100 milions      |
| Bruce Springsteen                   | Estats Units | 1972-                     | Rock                                      | 120 milions      |
| Charles Aznavour                    | França       | 1936-                     | Pop, chanson                              | 100 milions      |
| Christina Aguilera                  | Estats Units | 1999-                     | Pop, jazz, R&B y dance                    | 100 milions      |
| Cher                                | Estats Units | 1964-                     | Pop, rock, dance                          | 100 milions      |
| Chicago                             | Estats Units | 1967-                     | Pop rock                                  | 122 milions      |
| David Bowie                         | Regne Unit   | 1964-                     | Rock                                      | 140 milions      |
| Deep Purple                         | Regne Unit   | 1968-                     | Hard rock                                 | 100 milions      |
| Depeche Mode                        | Regne Unit   | 1980-                     | Rock electrónico                          | 100 milions      |
| Dire Straits                        | Regne Unit   | 1977-1995                 | Rock, pop                                 | 103 milions      |
| Dolly Parton                        | Estats Units | 1964-                     | Country, pop                              | 100 milions      |
| Duran Duran                         | Regne Unit   | 1978-                     | New wave, rock alternativo                | 100 milions      |
| Eagles                              | Estats Units | 1971-                     | Soft rock, country rock                   | 120 milions      |
| Engelbert Humperdinck               | Regne Unit   | 1956-                     | Soft rock, pop tradicional, música ligera | 150 milions      |
| Fleetwood Mac                       | Regne Unit   | 1967-                     | Pop rock                                  | 100 milions      |
| The Four Seasons                    | Estats Units | 1960-                     | Pop, rock                                 | 100 milions      |
| Frank Sinatra                       | Estats Units | 1935-1995                 | Pop, swing                                | 150 milions      |
| Garth Brooks \| \| 1989-            | Estats Units | Country                   | 128 milions                               |                  |
| Genesis \| \|rowspan=2\| Regne Unit | 1967-        | Rock progresivo, pop rock | 150 milions                               |                  |
| George Michael                      | 1981-        | Pop                       | 100 milions                               |                  |
| Guns N' Roses                       | Estats Units | 1985-                     | Hard rock                                 | 100 milions      |
| Taylor Swift                        | Estats Units | 2006-                     | Country                                   | 101 milions      |
| The Jackson 5                       | Estats Units | 1966-1990                 | R&B, soul, pop, disco                     | 100 milions      |
| Johnny Hallyday                     | França       | 1957-                     | Rock, pop                                 | 100 milions      |
| Kenny Rogers                        | Estats Units | 1958-                     | Country, pop                              | 100 milions      |
| Kiss                                | Estats Units | 1973-                     | Hard rock, heavy metal                    | 100 milions      |
| Lionel Richie                       | Estats Units | 1968-                     | Pop, R&B                                  | 100 milions      |
| Luciano Pavarotti                   | Itàlia       | 1961-2006                 | Ópera                                     | 100 milions      |
| Mariah Carey                        | Estats Units | 1990-                     | Pop, R&B                                  | 175 milions      |
| Metallica                           | Estats Units | 1981-                     | Heavy metal                               | 100 milions      |
| Michiya Mihashi                     | Japó         | 1955-1995                 | Enka, min'yō                              | 100 milions      |
| Modern Talking                      | Alemanya     | 1984-2003                 | Synthpop                                  | 120 milions      |
| Neil Diamond                        | Estats Units | 1966-                     | Pop, rock                                 | 115 milions      |
| Olivia Newton-John                  | Austràlia    | 1966-                     | Pop                                       | 100 milions      |
| Paul McCartney                      | Regne Unit   | 1957-                     | Pop rock                                  | 100 milions      |
| Perry Como                          | Estats Units | 1933-1998                 | Pop, swing                                | 100 milions      |
| Pet Shop Boys                       | Regne Unit   | 1981-                     | Synthpop                                  | 100 milions      |
| Phil Collins                        | Regne Unit   | 1980-                     | Adult contemporary                        | 100 milions      |
| Rihanna                             | Barbados     | 2005-                     | R&B, pop                                  | 85-128 milions   |
| Roberto Carlos Braga                | Brasil       | 1950-                     | Música popular brasilera, rock            | 120 milions      |
| Rod Stewart                         | Regne Unit   | 1962-                     | Rock, pop                                 | 100 milions      |
| Scorpions                           | Alemanya     | 1969-                     | Hard rock                                 | 100 milions      |
| Status Quo                          | Regne Unit   | 1967-                     | Rock                                      | 100 milions      |
| Stevie Wonder                       | Estats Units | 1961-                     | R&B, soul                                 | 150 milions      |
| Tina Turner                         | Estats Units | 1955-                     | Rock and roll, pop                        | 180 milions      |
| The Carpenters                      | Estats Units | 1969-1983                 | Pop, soft rock                            | 100 milions      |
| The Who                             | Regne Unit   | 1964-                     | Rock, hard rock                           | 100 milions      |
| Tom Jones                           | Regne Unit   | 1963-                     | Pop, blues                                | 100 milions      |
| Tonico & Tinoco                     | Brasil       | 1930-1994                 | Sertanejo                                 | 50-150 milions   |
| U2                                  | Irlanda      | 1976-                     | Rock                                      | 150 milions      |
| Whitney Houston                     | Estats Units | 1977-2012                 | R&B                                       | 170 milions      |

### Entre 60 i 99 milions de discs venuts
| Artista               | País         | Període   | Gènere                             | Vendes estimades |
| --------------------- | ------------ | --------- | ---------------------------------- | ---------------- |
| Adele                 | Regne Unit   | 2006-     | Pop, soul                          | 74 milions       |
| Andrea Bocelli        | Itàlia       | 1992-     | Pop, clásica, ópera                | 70 milions       |
| Bob Dylan             | Estats Units | 1959-     | Folk, rock                         | 70 milions       |
| Boyz II Men           | Estats Units | 1990-     | R&B                                | 60 milions       |
| Bryan Adams           | Canadà       | 1977-     | Rock                               | 65 milions       |
| B'z                   | Japó         | 1988-     | Pop rock                           | 75 milions       |
| Camilo Sesto          | Espanya      | 1964-     | Pop, Rock                          | 70 milions       |
| Carlos Santana        | Mèxic        | 1966-     | Rock                               | 80 milions       |
| Def Leppard           | Regne Unit   | 1977-     | Hard rock, heavy metal             | 65 milions       |
| Eminem                | Estats Units | 1995-     | Hip hop                            | 80 milions       |
| Enrique Iglesias      | Espanya      | 1995-     | Música latinoamericana             | 60 milions       |
| Enya                  | Irlanda      | 1982-     | New age                            | 70 milions       |
| Eurythmics            | Regne Unit   | 1980-     | New wave                           | 75 milions       |
| George Strait         | Estats Units | 1981-     | Country                            | 68 milions       |
| Gloria Estefan        | Cuba         | 1977-     | Música latinoamericana, dance, pop | 90 milions       |
| Green Day             | Estats Units | 1987-     | Punk rock, rock alternativo        | 75 milions       |
| Lady Gaga             | Estats Units | 2008-     | Electropop, dance pop              | 64 milions       |
| Hibari Misora         | Japó         | 1948-1989 | Enka                               | 68 milions       |
| Iron Maiden           | Regne Unit   | 1975-     | Heavy metal                        | 85 milions       |
| Jean Michel Jarre     | França       | 1971-     | New age                            | 70 milions       |
| Jethro Tull           | Regne Unit   | 1968-     | Rock progresivo, hard rock         | 60 milions       |
| Journey               | Estats Units | 1973-     | Arena rock                         | 75 milions       |
| Kenny G               | Estats Units | 1982-     | Smooth jazz                        | 70 milions       |
| Kylie Minogue         | Austràlia    | 1987-     | Dance pop                          | 68 milions       |
| Laura Pausini         | Itàlia       | 1993-     | Soul, pop rock                     | 70 milions       |
| Luis Miguel           | Mèxic        | 1982-     | Pop latino, balada                 | 90 milions       |
| Meat Loaf             | Estats Units | 1968-     | Rock                               | 70 milions       |
| New Kids on the Block | Estats Units | 1984-     | Teen pop                           | 70 milions       |
| Orhan Gencebay        | Turquia      | 1966-     | World fusion, folk                 | 60 milions       |
| Pearl Jam             | Estats Units | 1990-     | Rock alternativo, grunge           | 60 milions       |
| Oasis                 | Regne Unit   | 1991-2009 | Britpop, rock                      | 70 milions       |
| Ozzy Osbourne         | Regne Unit   | 1968-     | Heavy metal                        | 90 milions       |
| Raphael               | Espanya      | 1954-     | Pop, dance pop                     | 75 milions       |
| Ricky Martin          | Puerto Rico  | 1984-     | Pop, dance pop                     | 60 milions       |
| Roxette               | Suècia       | 1986-     | Pop, rock                          | 70 milions       |
| Selena                | Estats Units | 1980-1995 | Pop latino, Tejano, R&B            | 60 milions       |
| Shakira               | Colombia     | 1991-     | Pop latino, pop rock               | 70 milions       |
| Shania Twain          | Canadà       | 1993-     | Country pop                        | 65 milions       |
| Sonny & Cher          | Estats Units | 1965-1974 | Pop rock                           | 80 milions       |
| Tupac Shakur          | Estats Units | 1990-1996 | Hip hop                            | 75 milions       |
| UB40                  | Regne Unit   | 1980-     | Reggae                             | 70 milions       |
| Van Halen             | Estats Units | 1978-     | Hard rock                          | 80 milions       |
| Village People        | Estats Units | 1977-     | Disco                              | 65 milions       |

### Entre 30 i 59 milions de discs venuts
| Artista                         | País         | Període             | Gènere                                                  | Vendes estimades |
| ------------------------------- | ------------ | ------------------- | ------------------------------------------------------- | ---------------- |
| Aaliyah                         | Estats Units | 1994-2001           | R&B, hip hop                                            | 32 milions       |
| Ace of Base                     | Suècia       | 1987-               | Europop                                                 | 50 milions       |
| A-ha                            | Noruega      | 1982–2010           | Pop/Rock                                                | 51 milions       |
| Alan Jackson                    | Estats Units | 1989-               | Country                                                 | 50 milions       |
| Alanis Morissette               | Canadà       | 1987-               | Rock alternativo                                        | 40 milions       |
| Alicia Keys                     | Estats Units | 2001-               | R&B, soul                                               | 30 milions       |
| Alice Cooper                    | Estats Units | 1965-               | Hard rock, heavy metal                                  | 50 milions       |
| Avril Lavigne                   | Canadà       | 2001-               | Pop rock, pop punk                                      | 35 milions       |
| Ayumi Hamasaki                  | Japó         | 1994-               | J-pop                                                   | 50 milions       |
| B. B. King                      | Estats Units | 1947-               | Blues, jazz                                             | 40 milions       |
| Black Sabbath                   | Regne Unit   | 1968-               | Heavy metal                                             | 50 milions       |
| Black Eyed Peas                 | Estats Units | 1995-               | Pop, hip hop, R&B                                       | 56 milions       |
| Bob Seger                       | Estats Units | 1961-               | Rock                                                    | 50 milions       |
| Chris de Burgh                  | /            | 1975-               | Pop, rock                                               | 45 milions       |
| Chris Rea                       | Regne Unit   | 1978-               | Blues, rock                                             | 30 milions       |
| Chitãozinho e Xororó            | Brasil       | 1978-               | Sertanejo                                               | 30 milions       |
| Coldplay                        | Regne Unit   | 1998-               | Rock alternativo                                        | 50 milions       |
| Cyndi Lauper                    | Estats Units | 1977-               | Pop, rock, dance-pop, jazz, blues                       | 45 milions       |
| Destiny's Child                 | Estats Units | 1997-2005           | R&B, pop                                                | 50 milions       |
| Dreams Come True                | Japó         | 1989-               | Pop, jazz                                               | 55 milions       |
| Elena Paparizou                 | Grècia       | 2004-               | Dance, pop, laika                                       | 32 milions       |
| Four Tops                       | Estats Units | 1954-               | R&B                                                     | 50 milions       |
| Glay                            | Japó         | 1994-               | Rock, pop                                               | 56 milions       |
| Hikaru Utada                    | Japó         | 1993-               | J-pop, pop, dance                                       | 50 milions       |
| INXS                            | Austràlia    | 1977-               | Rock, pop rock                                          | 40 milions       |
| James Last                      | Alemanya     | 1963-               | Instrumental, clásica                                   | 50 milions       |
| Jay-Z                           | Estats Units | 1996-               | Hip hop                                                 | 50 milions       |
| Jennifer Lopez                  | Estats Units | 1999-               | R&B, dance-pop, pop latino                              | 48 milions       |
| Johnny Cash                     | Estats Units | 1955-2003           | Country, rock and roll                                  | 50 milions       |
| Judas Priest                    | Regne Unit   | 1969-               | Heavy Metal                                             | 50 milions       |
| Kate Bush                       | Regne Unit   | 1978-               | Rock alternativo, art rock                              | 30 milions       |
| Lenny Kravitz                   | Estats Units | 1989-               | Rock, funk rock, pop                                    | 40 milions       |
| Linkin Park                     | Estats Units | 2000-               | Nu metal, rock alternatiu, rapcore \| \| 50 milions     |                  |
| Michael Bolton                  | Estats Units | 1968-               | Pop                                                     | 53 milions       |
| Mina Anna Mazzini               | Itàlia       | 1950-               | Pop                                                     | 55 milions       |
| Miley Cyrus                     | Estats Units | 2006-               | Pop, teen pop, pop rock, rhythm and blues y country pop | 50 milions       |
| Mötley Crüe                     | Estats Units | 1981-               | Glam metal                                              | 50 milions       |
| Mr. Children \| \| Japó         | 1989-        | Pop rock            | 50 milions                                              |                  |
| Mylène Farmer                   | França       | 1984-               | Pop, rock                                               | 30 milions       |
| Nat King Cole                   | Estats Units | 1936-1965           | Vocal jazz                                              | 50 milions       |
| Namie Amuro                     | Japó         | 1995-               | R&B, hip-hop, dance                                     | 33 milions       |
| Nelson Gonçalves                | Brasil       | 1941-1998           | Samba                                                   | 50 milions       |
| Nelly Furtado                   | Canadà       | 2000-               | R&B-Hip Hop-Pop                                         | 31 milions       |
| Nickelback                      | Canadà       | 1995-               | Punk rock, pop punk                                     | 30 milions       |
| Nirvana                         | Estats Units | 1987-1994           | Grunge, rock alternativo                                | 50 milions       |
| Pink                            | Estats Units | 1995-               | Rock, pop, punk, R&B                                    | 30 milions       |
| Raça Negra                      | Brasil       | 1983-               | Pagode, samba                                           | 30 milions       |
| Radiohead                       | Regne Unit   | 1985-               | Rock alternativo, música electrónica                    | 30 milions       |
| Ray Conniff                     | Estats Units | 1956-2002           | Pop                                                     | 50 milions       |
| Reba McEntire                   | Estats Units | 1974-               | Country                                                 | 55 milions       |
| Red Hot Chili Peppers           | Estats Units | 1983-               | Funk rock, rock alternativo                             | 50 milions       |
| R.E.M.                          | Estats Units | 1980-               | Rock alternatiu                                         | 50 milions       |
| Rita Lee                        | Brasil       | 1963-               | Música popular brasilera                                | 55 milions       |
| Robbie Williams                 | Regne Unit   | 1990-               | Pop                                                     | 60 milions       |
| Rocío Dúrcal                    | Espanya      | 1954-2006           | Ranchera, balada, copla                                 | 40 milions       |
| Rush                            | Canadà       | 1968-               | Hard rock, rock progresivo                              | 40 milions       |
| Sarah Brightman                 | Regne Unit   | 1976-               | Crossover, pop, rock, new age                           | 30 milions       |
| Simple Minds                    | Regne Unit   | 1978-               | Rock, new wave, pop                                     | 35 milions       |
| Spice Girls                     | Regne Unit   | 1996-2000 2007-2008 | Teen pop                                                | 55 milions       |
| Sting                           | Regne Unit   | 1971-               | Rock, pop, adult contemporary                           | 45 milions       |
| Thalía                          | Mèxic        | 1990-               | Pop latino                                              | 40 milions       |
| The Cranberries                 | Irlanda      | 1989-2003 2009-     | Rock alternativo                                        | 40 milions       |
| The Cure                        | Regne Unit   | 1976-               | Post-punk, rock alternativo                             | 30 milions       |
| The Offspring                   | Estats Units | 1984-               | Punk rock, pop punk                                     | 34 milions       |
| The Police                      | Regne Unit   | 1977-               | Pop rock, new wave                                      | 50 milions       |
| Tom Petty and the Heartbreakers | Estats Units | 1976-               | Rock                                                    | 50 milions       |
| Toni Braxton                    | Estats Units | 1993-               | R&B                                                     | 40 milions       |
| Tony Bennett                    | Estats Units | 1949-               | Pop, jazz                                               | 50 milions       |
| Usher                           | Estats Units | 1990-               | R&B                                                     | 50 milions       |
| Vicente Fernández               | Mèxic        | 1965-               | Mariachi                                                | 50 milions       |
| Willie Nelson                   | Estats Units | 1956-               | Country                                                 | 50 milions       |